# Calyptolana hancocki
Calyptolana hancocki är en kräftdjursart som beskrevs av Bruce 1985. Calyptolana hancocki ingår i släktet Calyptolana och familjen Cirolanidae. Inga underarter finns listade i Catalogue of Life.